# Csizmás kandúr (anime)
A Csizmás kandúr (ファンタジーアドベンチャー 長靴をはいた猫の冒険; Fantasy Adventure: Nagagucu o haita neko no bóken; Hepburn: Fantasy Adventure: Nagagutsu o haita neko no bōken) japán animesorozat, amelyet az Enoki Films készített Isizaki Szuszumu rendezésében Charles Perrault klasszikus műve alapján. Japánban a TV Tokyo vetítette 1992. április 1. és szeptember 23. között 26 epizódon keresztül. Magyarországon a TV-1 tűzte műsorára 1996. július 28. és 1997. január 19. között, illetve VHS-en a VICO forgalmazta Macskakalandok címmel. 2005-ben a Best Hollywood egy 84 perces filmmé összevágva jelentette meg DVD-n Csizmás kandúr mesebeli kalandjai címmel.

## Cselekmény
Hans, egy szegény család legkisebb fia egy Cousteau nevű macskát örököl meg, aki varázscsizmákat felhúzva képes lesz beszélni és két lábon járni, így válva a Csizmás kandúrrá. Cousteau több vicces vagy kellemetlen helyzetbe keveri Hanst, amíg nem találkozik a szépséges Sara hercegnővel, akibe beleszeret. Károly király elrendeli a hercegnő házasságát és Pierre-t, a mágikus erővel bíró egért bízza meg, hogy a királyság hét nagy varázslójához kézbesítse az esküvői meghívókat. Mivel Pierre az egyik tündérnek, Zakylnak, a sötétség urának nem kézbesíti a meghívót, az dühében 100 éves álmot szór a hercegnőre. Hans, Cousteau és Pierre varázslatos kalandútra indulnak a tündérmesék világában, hogy megkeressék Zakylt és rábírják az átok feloldására. Útjuk során számos klasszikus mese főhőseivel találkoznak.
Az egyes epizódokban a következő klasszikus meséket dolgozták fel:
- 1. epizód: Csizmás kandúr
- 2. epizód: Csipkerózsika (1.)
- 3. epizód: Hamupipőke
- 4. epizód: Hófehérke
- 5. epizód: A kis hableány
- 6. epizód: A császár új ruhája
- 7. epizód: Aladdin
- 8. epizód: Ali Baba és a negyven rabló
- 9. epizód: Babszem Jankó
- 10. epizód: –
- 11. epizód: Don Quijote
- 12. epizód: –
- 13. epizód: A hattyúk tava
- 14. epizód: Koldus és királyfi
- 15. epizód: Púpos lovacska
- 16. epizód: –
- 17. epizód: A hókirálynő
- 18. epizód: Jancsi és Juliska
- 19. epizód: Tell Vilmos
- 20. epizód: Midas király
- 21. epizód: –
- 22. epizód: A kis gyufaárus lány
- 23. epizód: –
- 24. epizód: Drakula
- 25. epizód: A három testőr
- 26. epizód: Csipkerózsika (2.)

## Szereplők

Cousteau, Hans és Pierre

- Cousteau, a Csizmás kandúr (クスト; Koszuto; Hepburn: Kosuto?; Kusto) – Macumoto Jaszunori – Háda János
- Hans, a szegény ember fia (ハンス; Hanszu; Hepburn: Hansu?) – Jamada Eiko – Minárovits Péter
- Pierre, az egér (ピエール; Piéru; Hepburn: Piēru?) – Szakamoto Csika – Szűcs Sándor
- Sara hercegnő (サーラ姫; Sára hime; Hepburn: Sāra hime?) – Honda Csieko – Zsigmond Tamara
- Zakyl, a gonosz varázsló (ザキル; Zakiru?; Zakil) – Komija Kazue – Bessenyei Emma
- Károly király – ? – Horkai János
- Miniszter – Ginga Bandzsó
- Iván (イヴァン; Ivan; Hepburn: Iwan?) – Horikava Rjó
- Cinderella
- A kis hableány
- Aladdin
- Hüvelyk Matyi
- Don Quijote
- Tell Vilmos
- A kis gyufaárus lány – Honda Csieko
- Drakula

További magyar hangok: Vizy György, Fazekas Zsuzsa, Biró Anikó

## Epizódok
| #  | Epizód címe | Első japán sugárzás  | Első magyar (TV-1) sugárzás |
| -- | --- | -------------------- | --------------------------- |
| 1  | Csizmás kandúr Nagagutsu vo Haita Neko no tandzsó (長靴をはいた猫の誕生; Hepburn: Nagagutsu wo Haita Neko no tanjō)                            | 1992. április 1.     | 1996. július 28.            |
| 2  | Zakyl bosszúja Sukufuku va hjakunen no nemuri (祝福は百年の眠り; Hepburn: Shukufuku wa hyakunen no nemuri)                                     | 1992. április 8.     | 1996. augusztus 4.          |
| 3  | Hamupipőke Garaszu no kucu no varucu (ガラスの靴のワルツ; Hepburn: Garasu no kutsu no warutsu)                                                 | 1992. április 15.    | 1996. augusztus 11.         |
| 4  | Hófehérke Doku ringo vo tabenaide!! (毒リンゴを食べないで!!; Hepburn: Doku ringo wo tabenaide!!)                                               | 1992. április 22.    | 1996. augusztus 18.         |
| 5  | A kis hableány Ningjo no umi·nanairo no umi (人魚の海・七色の海; Hepburn: Ningyo no umi·nanairo no umi)                                        | 1992. április 29.    | 1996. augusztus 25.         |
| 6  | Cousteau, a divattervező, avagy a király új ruhája Kuszuto, dezainá ni naru?! (クスト、デザイナーになる?!; Hepburn: Kusuto, dezainā ni naru?!) | 1992. május 6.       | 1996. szeptember 1.         |
| 7  | Aladdin és a csodalámpa Ubavareta mahó no ranpu (奪われた魔法のランプ; Hepburn: Ubawareta mahō no ranpu)                                       | 1992. május 13.      | 1996. szeptember 8.         |
| 8  | Ali baba és a negyven rabló Ai kotoba va hirake goma?! (合い言葉は開けゴマ?!; Hepburn: Ai kotoba wa hirake goma?!)                             | 1992. május 20.      | 1996. szeptember 15.        |
| 9  | Az égig érő paszulyfa Kumo made nobore mahó no ki (雲までのぼれ魔法の木; Hepburn: Kumo made nobore mahō no ki)                                 | 1992. május 27.      | 1996. szeptember 22.        |
| 10 | A gyanakvó király Hasire!! Júdzsó vo kakete (走れ!!友情を賭けて; Hepburn: Hashire!! Yūjō wo kakete)                                            | 1992. június 3.      | 1996. szeptember 29.        |
| 11 | Don Quijote lovag Ra·Mancsa no jume kisi (ラ・マンチャの夢騎士; Hepburn: Ra·Mancha no yume kishi)                                              | 1992. június 10.     | 1996. október 6.            |
| 12 | A halálos harmadik tüsszentés Kusami szankai·si no jogen (くしゃみ三回・死の予言; Hepburn: Kushami sankai·shi no yogen)                        | 1992. június 17.     | 1996. október 13.           |
| 13 | A hattyúvá változtatott lány Mizúmi ni mau koi no jukue? (湖に舞う恋の行方?; Hepburn: Mizūmi ni mau koi no yukue?)                             | 1992. június 24.     | 1996. október 20.           |
| 14 | Hans herceg Aru hi tocuzen, ódzsiszama?! (ある日突然、王子様?!; Hepburn: Aru hi totsuzen, ōjisama?!)                                           | 1992. július 1.      | 1996. október 27.           |
| 15 | A fiatalság üstje Ivan to mahó no kouma (イワンと魔法の子馬; Hepburn: Iwan to mahō no kouma)                                                   | 1992. július 8.      | 1996. november 3.           |
| 16 | A varázshegedű Fusigi na fusigi na baiorin (ふしぎなふしぎなバイオリン; Hepburn: Fushigi na fushigi na baiorin)                                | 1992. július 15.     | 1996. november 10.          |
| 17 | A hókirálynő Kóri no kuni no madzso (氷の国の魔女; Hepburn: Kōri no kuni no majo)                                                              | 1992. július 22.     | 1996. november 17.          |
| 18 | Jancsi és Juliska Mori no naka no okasi no ie (森の中のお菓子の家; Hepburn: Mori no naka no okashi no ie)                                      | 1992. július 29.     | 1996. november 24.          |
| 19 | Lődd le az almámat, Tell Vilmos! Hanatareta szeigi no ja (放たれた正義の矢; Hepburn: Hanatareta seigi no ya)                                   | 1992. augusztus 5.   | 1996. december 1.           |
| 20 | Önnek szamárfüle van, felség! Bikkuri gjóten!! Ószama no mimi (びっくり仰天!!王様の耳; Hepburn: Bikkuri gyōten!! Ōsama no mimi)                | 1992. augusztus 12.  | 1996. december 8.           |
| 21 | Ne félj, herceg! Sidzsó szaité no hanajome?! (史上サイテーの花嫁?!; Hepburn: Shijō saitē no hanayome?!)                                        | 1992. augusztus 19.  | 1996. december 15.          |
| 22 | Teljesül az álmod, kis gyufaáruslány Daimei va „maccsi uri no sódzso” (題名は「マッチ売りの少女」; Hepburn: Daimei wa „macchi uri no shōjo”)   | 1992. augusztus 26.  | 1996. december 22.          |
| 23 | Okos vagy, Aroise! Dóbucu kotoba de saberetara?! (動物言葉でしゃべれたら?!; Hepburn: Dōbutsu kotoba de shaberetara?!)                          | 1992. szeptember 2.  | 1996. december 29.          |
| 24 | Nem félünk Drakulától Kjúkecuki ni szareta Piéru! (吸血鬼にされたピエール!; Hepburn: Kyūketsuki ni sareta Piēru!)                              | 1992. szeptember 9.  | 1997. január 5.             |
| 25 | Aki a három muskétáson is túltesz Akogare no szandzsúsi (あこがれの三銃士; Hepburn: Akogare no sanjūshi)                                       | 1992. szeptember 16. | 1997. január 12.            |
| 26 | Ébredj, Sara királykisasszony! Zakiru hakken! Sára hime no mezame (ザキル発見!サーラ姫のめざめ; Hepburn: Zakiru hakken! Sāra hime no mezame)   | 1992. szeptember 23. | 1997. január 19.            |

## Megjelenések
Japánban a Tokuma Japan Communications jelentette meg VHS-en. Az első három kazetta 1992. július 25-én, a következő három 1992. augusztus 25-én, míg az utolsó három 1992. szeptember 25-én jelent meg. Az első nyolc kazetta 3-3, míg az utolsó 2 epizódot tartalmaz. Az első hat kazetta 60 perces, a 7. és 8. 75 perces, az utolsó 55 perces. Magyarországon a TV-1 tűzte műsorára 1996. július 28. és 1997. január 19. között. VHS-en a VICO forgalmazta az 1990-es években Macskakalandok címmel, majd a Best Hollywood DVD-n egy 84 perces filmmé összevágva adta ki a sorozatot 2005-ben.

## Zene
A sorozat zenéjét Murakami Kódzsi komponálta. Az eredeti japán változat főcímdala a 8 Beat no Etude (8ビートのエチュード; 8 Bíto no Ecsúdo; Hepburn: 8 Bīto no Echūdo), zárófőcímdala pedig a Heart to Heart volt, mindkettő Csiba Mika előadásában. A dalok Mika Csiba Faint Kacsi ne / Mika Csiba című, 1990. július 21-én a CBS/Sony Records kiadásában megjelent albumáról származtak. 1995-ben a számok újra megjelentek a „Sounds from Asia” gyűjteményben a Horipro jóvoltából, a Mika Step Into Asia ~ I és Mika Step Into Asia ~ II albumokon. Utóbbin Mika mandarin nyelven énekli az zárófőcímdalt.